# シュトッカッハ
シュトッカッハ（ドイツ語: Stockach）は、ドイツ連邦共和国のバーデン＝ヴュルテンベルク州南部のコンスタンツ郡にある市。 

## 概要

### 地理
ヘガウ地方にあり、ボーデン湖の北西5km、コンスタンツ市の北西25kmに位置する。標高は491m。 

### 交通
アウトバーン98の終点となっている。

## 歴史

ネレンブルク伯爵の紋章（1422年に断絶）

シュトッカッハは13世紀にネレンブルク伯によって建設され、1283年に都市特権を授かった。ネレンブルク伯爵家は1422年に断絶し、その所領は1465年にハプスブルク家によって継承された。そのためシュトッカッハは1805年まで前方オーストリアの一部だった。 
多くの戦果に巻き込まれた歴史を持つ。例えば1499年のシュヴァーベン戦争では三同盟の軍隊によって町は一時包囲されたが、占領には至らなかった。またスペイン継承戦争中にはバイエルン選帝侯マクシミリアン2世エマヌエルがシュトッカッハに砲撃した。さらにフランス革命戦争の第二次対仏大同盟中、1799年と1800年に第一共和政フランスとハプスブルク帝国の間でシュトッカッハにおける2つの戦いが起こった。 
1810年、シュトッカッハはバーデン大公国に屈することとなった。

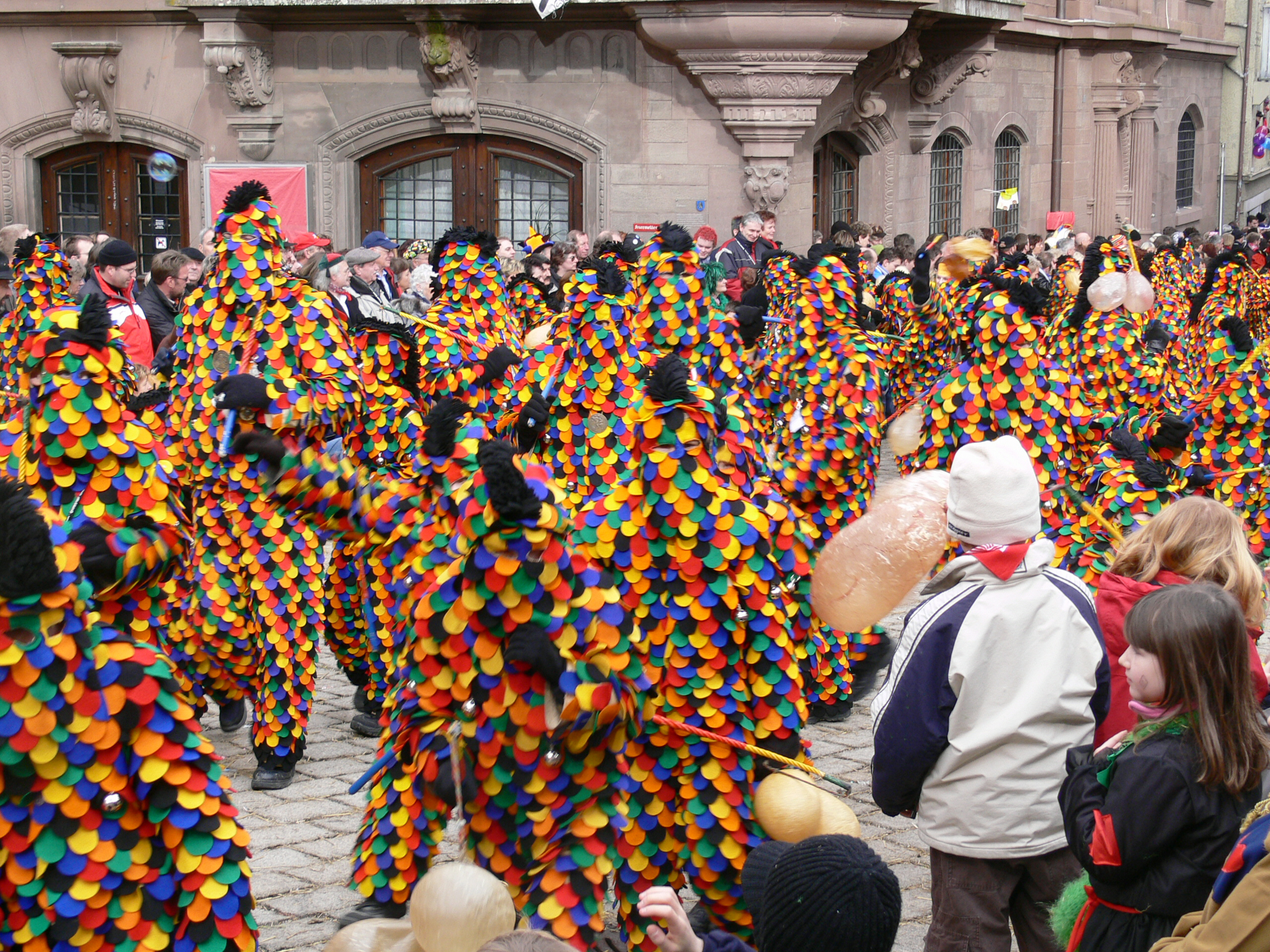
シュトッカッハの「Court of fools」

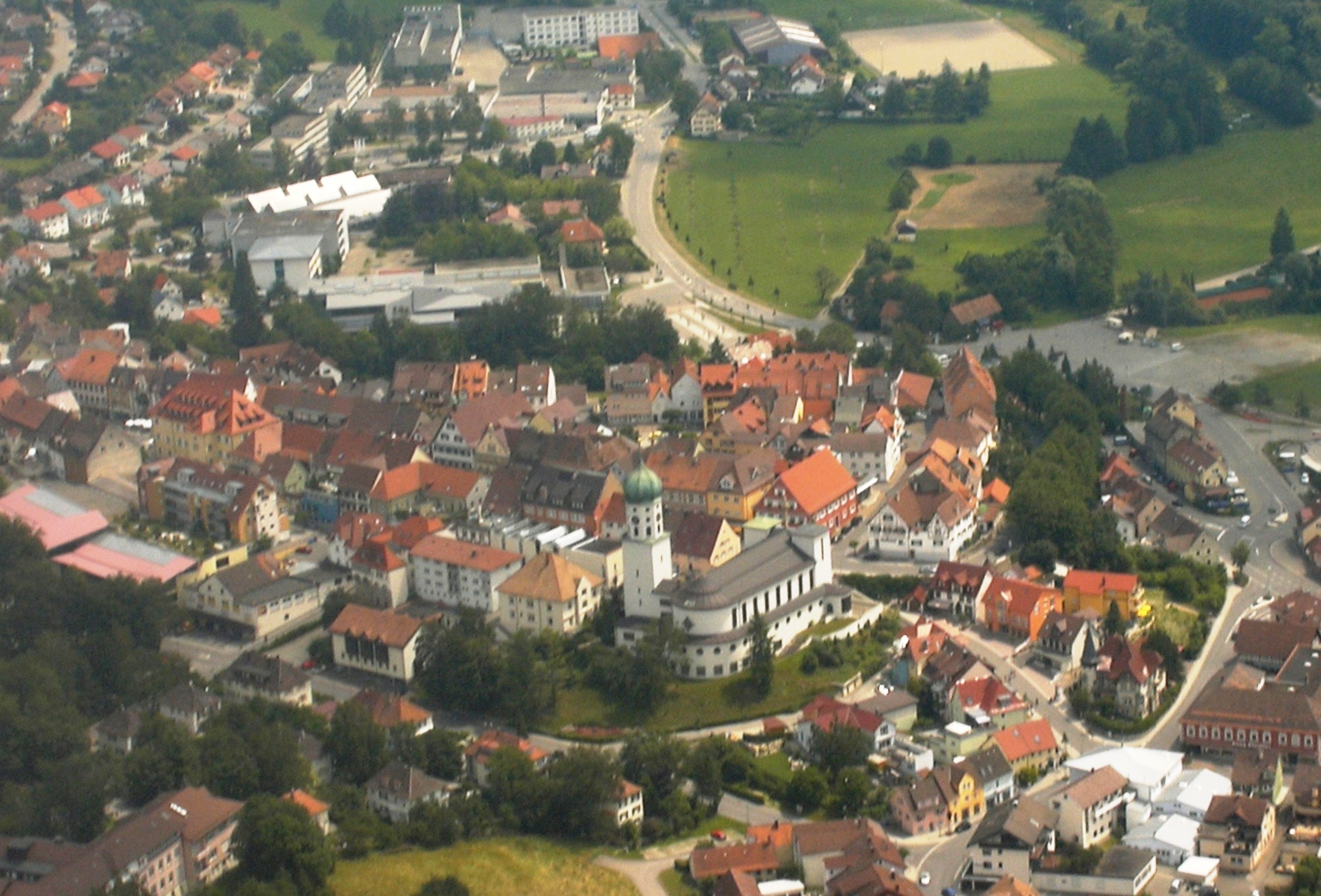
空撮

## 政治

### 市議会の政党
| パーティー         | パーセンテージ | 座席 | ソース |
| ------------------ | -------------- | ---- | ------ |
| キリスト教民主同盟 | 34.30％        | 11   | [ 2 ]  |
| 自由な有権者       | 33.38          | 10   | [ 2 ]  |
| 社会民主党         | 15.89          | 5    | [ 2 ]  |
| 緑の党             | 9.40           | ３   | [ 2 ]  |
| 自由民主党         | 7.03           | 2    | [ 2 ]  |

## 姉妹都市
- ラ・ロッシュ・シュル・フォロン（フランス）